# Las fábulas de Hans Christian Andersen
Las fábulas de Hans Christian Andersen (アンデルセン物語 Anderusen Monogatari?, lit. Historias de Andersen) es una serie de anime infantil (kodomo) estrenada el 3 de enero de 1971, producida por el estudio de animación Zuiyo Enterprise (actualmente, Nippon Animation) en conjunto con Mushi Production. 
La serie, que consta de 52 episodios, está libremente basada en los cuentos de hadas de Hans Christian Andersen. La serie se estrenó en Hispanoámerica con un doblaje mexicano en 1988. El doblaje se basó en la adaptación americana de la serie distribuida por Paramount Television.

## Argumento
La serie está protagonizada por dos personajes, Burbuja y Bingo, quienes narran las diferentes fábulas de Andersen. Mientras van narrando, Burbuja intentará realizar buenas obras con los personajes de las fábulas, lo que la hará merecedora de unas tarjetas. Al juntar muchas de ellas, podrá convertirse en una hermosa princesa.

## Ficha técnica
| Dirección                 | Masami Hata |
| Diseño de personajes      | Shūichi Seki |
| Dirección del episodio    | Ichiro Fujito Katsukazu Nishitani Kazunori Tanahashi Keizou Kira Makura Saki (ep. 49) Mitsuo Kamina Mitsuo Kobayashi Noboru Ishiguro (ep. 37-40) Takeyuki Kanda Taku Sugiyama Wataru Mizusawa                              |
| Guiones                   | Ariyoshi Katô Eiichi Tachi Fuyunori Gobu Haruya Yamazaki Junji Tashiro Keisuke Fujikawa Kiyoyuki Nishikawa Morihisa Yamamoto Seiji Matsuoka Shunichi Yukimuro Tadaaki Yamazaki Tetsu Dezaki Tsunehisa Itō Yoshiaki Yoshida |
| Producción                | Masami Iwasaki |
| Música original           | Seiichirō Uno |
| Sintonía interpretada por | Taeko Sakurai y los Young Fresh (tema inicial) Eiko Masuyama y los Young Fresh (tema final A) Yasuo Yamada y los Young Fresh (tema final B)                                                                                |

### Canciones
- Letra: Hisashi Inoue y Morihisa Yamamoto
- Composición Musical: Seiichirō Uno

### Reparto
| Nombre original | Nombre del doblaje | Seiyū            | Actor de doblaje       |
| --------------- | ------------------ | ---------------- | ---------------------- |
| Candy           | Burbuja            | Eiko Masuyama    | Marcela Bordes         |
| Zukko           | Bingo              | Yasuo Yamada     |                        |
|                 | Madre              |                  | Guadalupe Romero       |
|                 | Almendrita         | Kuri Yoko        | Rocío Robledo          |
|                 | Henrik             | Koichi Kitamura  | Edgar Wald             |
|                 | Inga               | Toshiko Maeda    | Guadalupe Romero       |
| Carl            | Card               | Sumiko Shirakawa | Jesús Barrero          |
| Ketty           | Karen              | Yoshiko Yamamoto | Rocío Robledo          |
| Johann          | Andy               | Gentarō Inoue    | Juan Alfonso Carralero |